# Florence Lee (actrice, 1864)
Pour l'actrice américaine du même nom née en 1888, voir Florence Lee (actrice, 1888).
Florence Lee (née en 1864 et morte en 1933) est une actrice et scénariste américaine du cinéma muet.

## Filmographie partielle

### Comme actrice
- 1911 : Teaching Dad to Like Her (court métrage)
- 1911 : Cured (court métrage)
- 1911 : The Chief's Daughter (court métrage) : une indienne
- 1911 : Enoch Arden (en) (court métrage)
- 1911 : The Diving Girl (court métrage) : une baigneuse
- 1912 : A Voice from the Deep (court métrage)
- 1912 : Won by a Fish (court métrage) : la femme au dîner
- 1912 : A Close Call (court métrage)
- 1912 : Willie Becomes an Artist (court métrage) : la fiancée de Willie
- 1912 : Mr. Grouch at the Seashore (court métrage) : une amie des Grouch
- 1912 : A Mixed Affair de Dell Henderson (court métrage) : la nounou
- 1912 : A Disappointed Mama (court métrage)
- 1912 : A Ten-Karat Hero (court métrage)
- 1912 : Like the Cat, They Came Back (court métrage)
- 1912 : A Limited Divorce (court métrage)
- 1912 : His Auto's Maiden Trip (court métrage)
- 1912 : Their Idols (court métrage)
- 1912 : Bill Bogg's Windfall (court métrage)
- 1913 : The Best Man Wins (court métrage)
- 1913 : The High Cost of Reduction (court métrage)
- 1913 : Kissing Kate (court métrage)
- 1913 : The Masher Cop (court métrage)
- 1913 : Oh, What a Boob! (court métrage)
- 1913 : There Were Hoboes Three (court métrage)
- 1913 : An Up-to-Date Lochinvar (court métrage) : Dora
- 1913 : Look Not Upon the Wine (court métrage)
- 1913 : The Power of the Camera (court métrage)
- 1913 : Edwin Masquerades (court métrage)
- 1913 : A Lesson to Mashers (court métrage)
- 1913 : The Trimmers Trimmed (court métrage)
- 1913 : Just Kids (court métrage)
- 1913 : Jenks Becomes a Desperate Character (court métrage)
- 1913 : The Rise and Fall of McDoo (court métrage)
- 1913 : Almost a Wild Man (en) (court métrage)
- 1913 : An Old Maid's Deception (court métrage)
- 1913 : While the Count Goes Bathing (court métrage)
- 1913 : Objections Overruled (court métrage)
- 1913 : Baby Indisposed (court métrage)
- 1913 : For the Son of the House (court métrage)
- 1914 : Seven Days (court métrage)
- 1914 : Bluebeard, the Second (court métrage)
- 1914 : Our Home-Made Army (court métrage) : une infirmière
- 1914 : They Called It 'Baby' (court métrage)
- 1914 : The Squashville School (court métrage)
- 1914 : A Regular Rip (court métrage)
- 1914 : The Deadly Dispatch (court métrage)
- 1914 : His Wife's Pet (court métrage) : l'épouse
- 1914 : Henpeck Gets a Night Off (court métrage)
- 1914 : A Fowl Deep (court métrage)
- 1914 : Thrown Off the Throne (court métrage)
- 1914 : Making Them Cough Up (court métrage)
- 1914 : A Natural Mistake (court métrage)
- 1914 : The Dentist's Janitor (court métrage)
- 1915 : A Safe Adventure (court métrage) : la secrétaire de M. Bond
- 1915 : The Cheese Industry (court métrage)
- 1915 : Getting Into a Scrape (court métrage)
- 1915 : In the Boarding House (court métrage)
- 1915 : His Night Out (court métrage)
- 1915 : The Boob and the Baker (court métrage)
- 1915 : The Boob and the Magician (court métrage)
- 1915 : Mud and Matrimony (court métrage) : l'épouse du ministre
- 1915 : His Own Hero (court métrage)
- 1915 : Saved from the Vampire (court métrage) : Susan Sims
- 1915 : Divorçons (court métrage) : Madame de Brionee
- 1916 : The Rejuvenation of Aunt Mary (court métrage)
- 1916 : A Spring Chicken (court métrage)
- 1919 : Red Blood and Yellow (court métrage)
- 1922 : Hell's Border
- 1922 : The Trouper (en) : Mrs. Selden
- 1922 : Top o' the Morning (en) : la tante de Jerry
- 1923 : Mary of the Movies : la mère de Mary
- 1923 : Little Miss Hollywood (court métrage)
- 1924 : Jack O'Clubs (en) : Mrs. Miller
- 1924 : East of the Water Plug (court métrage)
- 1924 : Virtue's Revolt
- 1924 : Feet of Mud (court métrage) : la mère du garçon
- 1925 : Just Plain Folks
- 1925 : The Love Bug (court métrage)
- 1925 : Across the Deadline : Mrs. Revelle
- 1925 : Ask Grandma (en) (court métrage) : la grand-mère
- 1925 : Speed Mad : la grand-mère Smithers
- 1925 ou 1926 : The Road Agent
- 1925 : The Flame Fighter de Robert Dillon : Mrs. Sparks
- 1925 : The Movies (court métrage)
- 1925 : Luck and Sand
- 1926 : My Stars (court métrage)
- 1926 : The Devil's Partner
- 1926 : The High Hand
- 1928 : The Little Buckaroo
- 1928 : The Bronc Stomper
- 1928 : Fair and Muddy (en) (court métrage)
- 1931 : Les Lumières de la ville (City Lights) de Charles Chaplin : la grand-mère

### Comme scénariste
- 1912 A Close Call (court métrage)
- 1913 The Spring of Life (court métrage)
- 1913 A Rainy Day (court métrage)
- 1913 Cinderella and the Boob (court métrage)
- 1913 Master Jefferson Green (court métrage)
- 1913 Faust and the Lily (court métrage)
- 1914 A Natural Mistake (court métrage)